# Rybitwy (Pisz)
Rybitwy (deutsch Ribittwen, 1938 bis 1945 Ribitten) ist ein kleiner Ort in der polnischen Woiwodschaft Ermland-Masuren. Er gehört zur Gmina Pisz (Stadt- und Landgemeinde Johannisburg) im Powiat Piski (Kreis Johannisburg).

## Geographische Lage
Rybitwy liegt einen Kilometer vom Südufer des Roschsee (polnisch Jezioro Roś) entfernt in der östlichen Woiwodschaft Ermland-Masuren, neun Kilometer nordöstlich der Kreisstadt Pisz (deutsch Johannisburg).

## Geschichte
Das nach 1579 Ribitwy und bis 1938 Ribittwen genannte Dorf wurde 1465 durch den Deutschen Ritterorden als Freigut mit zehn Hufen nach Kölmischem Recht gegründet. 
1874 kam der Ort zum neu errichteten Amtsbezirk Groß Kessel, der bis 1945 bestand.
Am 1. Dezember 1910 zählte Ribittwen 259 Einwohner, im Jahre 1933 waren es noch 244. Die Umbenennung von Orten in Ostpreußen im Jahr 1938 traf auch Ribittwen, das nun den Namen „Ribitten“ erhielt. Die Einwohnerzahl des Dorfes belief sich im Jahr 1939 auf 197.
In Kriegsfolge kam das Dorf 1945 mit dem gesamten südlichen Ostpreußen zu Polen und erhielt die polnische Namensform „Rybitwy“. Heute ist es eine Ortschaft im Verbund der Stadt- und Landgemeinde Pisz (Johannisburg) im Powiat Piski (Kreis Johannisburg), bis 1998 der Woiwodschaft Suwałki, seither der Woiwodschaft Ermland-Masuren zugehörig.

## Religionen
Vor 1945 war Ribittwen in die evangelische Kirche Johannisburg in der Kirchenprovinz Ostpreußen der Kirche der Altpreußischen Union sowie in die römisch-katholische Kirche Johannisburg im Bistum Ermland eingepfarrt. 
Heute gehört Rybitwy katholischerseits ebenfalls zu Pisz, heute im Bistum Ełk der Römisch-katholischen Kirche in Polen gelegen. Die evangelischen Einwohner halten sich ebenfalls zur Kreisstadt, deren Kirchengemeinde der Diözese Masuren der Evangelisch-Augsburgischen Kirche in Polen zugeordnet ist.

## Verkehr
Rybitwy liegt abseits vom Verkehrsgeschehen nördlich der polnischen Landesstraße 58 und ist über einen unwegsamen Landweg direkt erreichbar. Eine Bahnanbindung besteht nicht.